# Dănuț Lupu
Dănuț Lupu (* 27. Februar 1967 in Galați, Rumänien) ist ein ehemaliger rumänischer Fußballspieler. Er absolvierte insgesamt 309 Spiele in der Divizia A, der Alpha Ethniki und der Serie A. Außerdem nahm er an der Fußball-Weltmeisterschaft 1990 teil.

## Karriere

### Verein
Dănuț Lupu begann seine Karriere in seiner Heimatstadt Galați bei Dunărea Galați in der zweiten rumänischen Fußballliga, der Divizia B. In der Winterpause 1986/87 ergab sich für ihn die Möglichkeit, zum rumänischen Spitzenverein Dinamo Bukarest zu wechseln. Dort erreichte er nach drei Vizemeisterschaften in der Saison 1989/90 der Gewinn der rumänischen Meisterschaft und des rumänischen Pokals sowie das Halbfinale im Europapokal der Pokalsieger. Anschließend wechselte Lupu – wie viele andere rumänische Nationalspieler auch – nach der Fußball-Weltmeisterschaft 1990 ins Ausland und schloss sich dem griechischen Spitzenklub Panathinaikos Athen an. Dort kam er zwar nicht regelmäßig zum Einsatz, gewann aber dennoch die griechische Meisterschaft und den griechischen Pokal. Um mehr Einsätze zu bekommen, wechselte Lupu zum Ligakonkurrenten FC Korinthos. Dort wurde er zwar wieder Stammspieler, stieg aber auch 1993 aus der Alpha Ethniki ab.
Im Jahr 1993 wechselte Lupu zu OFI Kreta, kehrte aber noch während der Saison nach Rumänien zu Rapid Bukarest zurück. Am Ende einer verkorksten Saison mit wenigen Einsätzen wagte Lupu 1994 erneut den Schritt ins Ausland und wechselte zu Brescia Calcio, wo bereits einige rumänische Nationalspieler unter Vertrag standen. Aber schon zur Winterpause kehrte er erneut zu Rapid Bukarest zurück, wo er eine erfolgreiche Rückrunde spielte und daraufhin zu Dinamo Bukarest wechselte. Nachdem Lupu zu alter Stärke zurückgefunden hatte, wechselte er 1997 ein drittes Mal zu Rapid Bukarest und gewann 1999 seinen zweiten rumänischen Meistertitel. Im Jahr 2000 verließ er Rapid und beendete nach zwei unglücklichen Stationen bei Dinamo Bukarest und Hapoel Zafririm Cholon in Israel, wo er kaum zum Einsatz kam, seine Karriere.

### Nationalmannschaft
Lupu bestritt insgesamt 14 Länderspiele für die rumänische Fußballnationalmannschaft. Dabei gehörte er nicht durchgängig dem Kader an, sondern absolvierte seine Spiele über neun Jahre verteilt. Sein erstes Spiel bestritt er am 11. Oktober 1989 gegen Dänemark. Im Jahr 1990 berief ihn Emerich Jenei ins Aufgebot für die Fußball-Weltmeisterschaft 1990, wo er zwei Mal eingesetzt wurde. Nachdem er bei seinem neuen Verein Panathinaikos Athen kaum zum Einsatz gekommen war, folgten zunächst keine weiteren Länderspiele. Erst 1995 und 1999 kamen vereinzelte Einsätze hinzu.

## Erfolge
- WM-Teilnehmer: 1990
- Rumänischer Meister: 1990, 1999
- Rumänischer Pokalsieger: 1990
- Griechischer Meister: 1991
- Griechischer Pokalsieger: 1991